# Jamil El-Reedy
Jamil Omar Hatem Jamil Abdulalem El-Reedy, Dżamil Umar Hatim Dżamil Abd al-Alim ar-Ridi (arab. جميل عمر حاتم جميل عبد العليم الريدي, Ǧamīl ʻUmar Ḥātim ʻAbd al-ʻAlīm al-Rīdī; ur. 22 października 1965, Kair) – egipski narciarz alpejski, jedyny w historii reprezentant Egiptu na zimowych igrzyskach olimpijskich.
Był jedynym przedstawicielem Egiptu na Zimowych Igrzyskach Olimpijskich 1984. Do swojego startu na igrzyskach przygotowywał się w nietypowy sposób – spędził, jak sam stwierdził, 40 dni w jednej z jaskiń na pustyni w zachodnim Egipcie. Namówił go do tego trener, którym był jego ojciec. Przykuł tym faktem uwagę mediów.
Wystąpił w trzech konkurencjach. Zajął ostatnie 60. miejsce w zjeździe (jeden zawodnik nie ukończył zawodów); był o ponad minutę wolniejszy od przedostatniego Greka Lazarosa Archondopulosa, a do zwycięzcy stracił niemal półtorej minuty. W slalomie zajął 46. miejsce na 47 zawodników, którzy ukończyli zawody; do zwycięzcy (był nim Phil Mahre) stracił blisko 80 sekund. Startował także w slalomie gigancie, jednak nie ukończył pierwszego przejazdu.
Jamil El-Reedy to pierwszy i jak na razie jedyny egipski zawodnik, który reprezentował swój kraj na zimowych igrzyskach olimpijskich. W Sarajewie był także chorążym reprezentacji.
Po zakończeniu kariery studiował fizykę.

## Osiągnięcia

### Zimowe igrzyska olimpijskie
| Igrzyska      | Konkurencja                                             | Czas | Wynik |
| ------------- | ------------------------------------------------------- | ---- | ----- |
| Sarajewo 1984 |                                                         |      |       |
| Zjazd         | 3:13,86                                                 | 60.  |       |
| Slalom        | 2:56,93 (1. przejazd – 1:30,56) (2. przejazd – 1:26,37) | 46.  |       |
| Slalom gigant | –                                                       | DNF  |       |